# Первомайська сільська рада (Маловисківський район)
| Первомайська сільська рада — колишній орган місцевого самоврядування у Маловисківському районі Кіровоградської області з адміністративним центром у с. Первомайське. Сільській раді підпорядковані населені пункти: - с. Первомайське |

## Склад ради
Рада складається з 12 депутатів та голови.

### Керівний склад ради
| ПІБ                        | Основні відомості                                                               | Дата обрання | Дата звільнення |
| -------------------------- | ------------------------------------------------------------------------------- | ------------ | --------------- |
| Горденко Микола Вікторович | Сільський голова, 1957 року народження, освіта, член народної партії            | 26.03.2006   | 31.10.2010      |
| Горденко Микола Вікторович | Сільський голова, 1957 року народження, освіта середня спеціальна, безпартійний | 31.10.2010   |                 |

Примітка: таблиця складена за даними джерела

## Населення
Згідно з переписом УРСР 1989 року чисельність наявного населення сільської ради становила 646 осіб, з яких 264 чоловіки та 382 жінки.
За переписом населення України 2001 року в сільській раді мешкало 487 осіб.

### Мова
Розподіл населення за рідною мовою за даними перепису 2001 року:
| Мова       | Відсоток |
| ---------- | -------- |
| українська | 98,36 %  |
| російська  | 1,64 %   |